# Det Europæiske Kontor for Bekæmpelse af Svig
| Portal | Portal:Den Europæiske Union |

Det Europæiske Kontor for Bekæmpelse af Svig (også kendt som OLAF, fra fransk: Office européen de lutte antifraude) er en enhed udpeget af den Europæiske Union til at beskytte unionens finansielle interesser. Den blev grundlagt 28. april 1999 ved den europæiske forordning 1999/352.
Enheden har tre primære opgaver:
- efterforske svindel med EU-budgettet
- efterforske og bekæmpe korruption og alvorlige forseelser inden for EU's institutioner
- udvikle Europa-Kommissionens politik for bekæmpelse af svig.

OLAF udfører sin mission ved, i fuld uafhængighed, at foretage interne og eksterne undersøgelser og koordinere aktiviteterne til bekæmpelse af svig i medlemsstaterne. OLAF giver EU-medlemsstaterne den nødvendige støtte og tekniske knowhow til at hjælpe dem i deres aktiviteter mod svig. Det bidrager til udformningen af Den Europæiske Unions strategi mod svig og tager de nødvendige initiativer for at styrke den relevante lovgivning.
OLAF foretager administrative undersøgelser, men har ingen retslige beføjelser i medlemslandene.